# Thermoanaerobacter wiegelii
Thermoanaerobacter wiegelii è una specie di batterio appartenente alla famiglia delle Thermoanaerobacteriaceae.